# Gabriela Cartol
Gabriela Carmona Toledo (Acapulco de Juárez, Guerrero, 18 de mayo de 1989) es una actriz mexicana de cine y televisión. Reconocida por su participación en la película La Camarista.
Actriz acapulqueña egresada de la carrera de actuación en CasAzul Artes Escénicas ARGOS. En 2012 protagoniza el largometraje La Tirisia, trabajo que le merece la primera nominación al premio ariel como actriz revelación. Posteriormente, participó en las películas Una familia con madre de Enrique Arroyo, Sueño en otro idioma y Cosas imposibles de Ernesto Contreras.
La camarista de Lila Avilés, representó el protagónico más importante de su carrera hasta ahora, pues fue la película seleccionada para representar a México en los premios Oscar y Goya en 2019. Gracias a este trabajo, Gabriela recibió múltiples nominaciones a mejor actriz, incluyendo el premio Ariel y la Diosa de plata. Se hizo también acreedora a su primer galardón como Mejor actriz iberoamericana en el Festival internacional de cine de la orquídea en Cuenca, Ecuador y posteriormente recibió el Premio del jurado a Mejor actriz en el Festival de cine y de la memoria común de Nador, Marruecos. En febrero de 2020 recibe el Aro de plata del Festival internacional de cine de Taxco Guerrero por su destacada trayectoria. Tras el éxito de La camarista, Gabriela participó en la serie internacional Hernán, el hombre producida por Dopamine, donde interpretó a la hija de Moctezuma. Para 2021, participa en su primer proyecto fuera de México con la serie El refugio, producida por Fábula y filmada en Santiago Chile. Posteriormente obtiene un rol importante en la serie The Resort, producida por PeacockTV y NBC, donde interpreta a Luna. Este proyecto se estrenó en la Comic-Con 2022. Gabriela fue seleccionada en los programas Talents Guadalajara 2018 y Berlin Talents 2019 por parte de los festivales internacionales de cine de Guadalajara y Berlín, correspondientemente.
Hoy en día imparte cursos de actuación realista para cine alrededor de la República Mexicana y América Latina. En 2023 se espera el estreno de la serie El centauro del norte, donde interpreta a Lucita, la esposa legítima de Pancho Villa, así como su siguiente colaboración en cine con el director Ernesto Contreras en la película El último vagón.

## Biografía
Nacida en Acapulco, a los 12 años se trasladó con su familia a Mánchester, Inglaterra donde estudió la secundaria. A los 15 años regresó a su natal Acapulco y a los 17 años se mudó a la Ciudad de México para continuar con su formación artística. Años después, Gabriela consiguió dirigir y escribir obras de teatro y participaciones como actriz en producciones televisivas, fue seleccionada para estelarizar el filme La tirisia dirigida por Jorge Pérez Solano, compartiendo créditos con Noé Hernández y Gustavo Sánchez Parra.
Otra de sus participaciones destacadas en el cine mexicano fue en la cinta La camarista, película seleccionada para representar a México en la categoría de Mejor película extranjera en los premios Óscar 2020.
Ha participado en películas como Mole de Olla (2015), Sueño en otro idioma (2017), Rencor tatuado (2018) y en las series Malinche (2018) y Hernán (2019). El Refugio (2021) The Resort (2022) Pancho Villa: El Centauro del Norte (2023).

## Premios y reconocimientos
- Premio a Mejor Actriz Iberoamericana en el Festival Internacional de la Orquídea Ecuador, Cuenca.
- Premio del jurado a Mejor Actriz en el Festival de Cine y la memoria común Nador, Marruecos.
- Premio Aro de Plata a la trayectoria y talento Guerrerense Festival Internacional de Cine de Taxco
- Nominada al Premio Ariel 2015 en la categoría de Mejor actriz revelación por La tirisia.[5]
- Nominada al Premio Ariel 2019 en la categoría de Mejor actriz protagónica por La camarista.[1]
- Nominación a la Diosa de Plata en la categoría a Mejor Actriz.